# Osinówka (sielsowiet Osinowicze)
Osinówka (biał. Асінаўка, ros. Осиновка) – wieś na Białorusi, w obwodzie mińskim, w rejonie wilejskim, w sielsowiecie Osipowicze.

## Historia
W czasach zaborów wieś włościańska w gminie Wilejka, w powiecie wilejskim, w guberni wileńskiej Imperium Rosyjskiego. W 1866 roku liczyła 146 dusz rewizyjnych, należała do dóbr skarbowych Wilejka.
W latach 1921–1945 wieś leżała w Polsce, w województwie wileńskim, w powiecie wilejskim, w gminie Kołowicze (do 1929 gmina Wilejka).
Według Powszechnego Spisu Ludności z 1921 roku zamieszkiwało tu 79 osób, 1 była wyznania rzymskokatolickiego a 78 prawosławnego. Jednocześnie 4 mieszkańców zadeklarowało polską a 75 białoruską przynależność narodową. Było tu 14 budynków mieszkalnych. W 1931 w 15 domach zamieszkiwały 74 osoby.
Wierni należeli do parafii rzymskokatolickiej w Wilejce i prawosławnej w Hanucie. Miejscowość podlegała pod Sąd Grodzki w Wilejce i Okręgowy w Wilnie; właściwy urząd pocztowy mieścił się w Wilejce.
W wyniku napaści ZSRR na Polskę we wrześniu 1939 miejscowość znalazła się pod okupacją sowiecką. 2 listopada została włączona do Białoruskiej SRR. Od czerwca 1941 roku pod okupacją niemiecką. W 1944 miejscowość została ponownie zajęta przez wojska sowieckie i włączona do Białoruskiej SRR.
Od 1991 roku w składzie niepodległej Białorusi.